# Arctornis gedea
Arctornis gedea är en fjärilsart som beskrevs av Lambertus Johannes Toxopeus 1948. Arctornis gedea ingår i släktet Arctornis och familjen tofsspinnare. Inga underarter finns listade i Catalogue of Life.